# Liste des ministres chypriotes des Affaires étrangères
Cet article dresse la liste des ministres chypriotes des Affaires étrangères depuis l'indépendance de la république de Chypre le 16 août 1960. 
Chargée de mettre en œuvre la politique extérieure de Chypre et d'assurer les relations avec les États étrangers, il dirige le ministère des Affaires étrangères.
Actuellement, dans le gouvernement Christodoulídis, la compétence est assumée par Konstantínos Kómbos, ministre des Affaires étrangères, depuis le 1er mars 2023.

## Liste des titulaires
| Ministre                                            | Ministre                                            | Ministre                                            | Intitulé                                            | Parti                                               | Début                                               | Fin                                                 | Gouvernement                                        |                                                     |
| Makários III, Spyros Kyprianou et Giórgos Vasileíou | Makários III, Spyros Kyprianou et Giórgos Vasileíou | Makários III, Spyros Kyprianou et Giórgos Vasileíou | Makários III, Spyros Kyprianou et Giórgos Vasileíou | Makários III, Spyros Kyprianou et Giórgos Vasileíou | Makários III, Spyros Kyprianou et Giórgos Vasileíou | Makários III, Spyros Kyprianou et Giórgos Vasileíou | Makários III, Spyros Kyprianou et Giórgos Vasileíou | Makários III, Spyros Kyprianou et Giórgos Vasileíou |
| --------------------------------------------------- | --------------------------------------------------- | --------------------------------------------------- | --------------------------------------------------- | --------------------------------------------------- | --------------------------------------------------- | --------------------------------------------------- | --------------------------------------------------- | --------------------------------------------------- |
|                                                     |                                                     | Spýros Kyprianoú                                    | Ministre des Affaires étrangères                    |                                                     | 16 août 1960                                        | 6 mai 1972                                          |                                                     |                                                     |
|                                                     |                                                     | Ioannis Christofidis                                | Ministre des Affaires étrangères                    |                                                     | 9 mars 1978                                         | 21 septembre 1993                                   |                                                     |                                                     |
|                                                     |                                                     | Nikos Rolandis                                      | Ministre des Affaires étrangères                    | DIKO                                                | 16 juin 1972                                        | 8 mars 1978                                         |                                                     |                                                     |
|                                                     |                                                     | Georgios Iakovou                                    | Ministre des Affaires étrangères                    | Sans                                                | 22 septembre 1983                                   | 27 février 1997                                     |                                                     |                                                     |
| Gláfkos Klirídis                                    |                                                     |                                                     |                                                     |                                                     |                                                     |                                                     |                                                     |                                                     |
|                                                     |                                                     | Alékos Mikhailídis                                  | Ministre des Affaires étrangères                    |                                                     | 28 février 1993                                     | 8 avril 1997                                        | Klirídis I                                          |                                                     |
|                                                     |                                                     | Ioánnis Kasoulídis                                  | Ministre des Affaires étrangères                    | DISY                                                | 9 avril 1997                                        | 28 février 2003                                     | Klirídis I Klirídis II                              |                                                     |
| Tássos Papadópoulos                                 |                                                     |                                                     |                                                     |                                                     |                                                     |                                                     |                                                     |                                                     |
|                                                     |                                                     | Georgios Iakovou                                    | Ministre des Affaires étrangères                    | Sans                                                | 1er mars 2003                                       | 12 juin 2006                                        | Papadópoulos                                        |                                                     |
|                                                     |                                                     | Giórgos Lillíkas                                    | Ministre des Affaires étrangères                    | Sans                                                | 13 juin 2006                                        | 16 juillet 2007                                     | Papadópoulos                                        |                                                     |
|                                                     |                                                     | Erató Kozákou-Markoullí                             | Ministre des Affaires étrangères                    | Sans                                                | 16 juillet 2007                                     | 2 mars 2008                                         | Papadópoulos                                        |                                                     |
| Dimítris Khristófias                                |                                                     |                                                     |                                                     |                                                     |                                                     |                                                     |                                                     |                                                     |
|                                                     |                                                     | Márkos Kyprianoú                                    | Ministre des Affaires étrangères                    | DIKO                                                | 3 mars 2008                                         | 4 août 2011                                         | Khristófias                                         |                                                     |
|                                                     |                                                     | Erató Kozákou-Markoullí                             | Ministre des Affaires étrangères                    | Sans                                                | 5 août 2011                                         | 28 février 2013                                     | Khristófias                                         |                                                     |
| Níkos Anastasiádis                                  |                                                     |                                                     |                                                     |                                                     |                                                     |                                                     |                                                     |                                                     |
|                                                     |                                                     | Ioánnis Kasoulídis                                  | Ministre des Affaires étrangères                    | DISY                                                | 1er mars 2013                                       | 28 février 2018                                     | Anastasiádis I                                      |                                                     |
|                                                     |                                                     | Níkos Khristodoulídis                               | Ministre des Affaires étrangères                    | DISY                                                | 1er mars 2018                                       | 11 janvier 2022                                     | Anastasiádis II                                     |                                                     |
|                                                     |                                                     | Ioánnis Kasoulídis                                  | Ministre des Affaires étrangères                    | DISY                                                | 11 janvier 2022                                     | 28 février 2023                                     | Anastasiádis II                                     |                                                     |
| Níkos Christodoulídis                               |                                                     |                                                     |                                                     |                                                     |                                                     |                                                     |                                                     |                                                     |
|                                                     |                                                     | Konstantínos Kómbos                                 | Ministre des Affaires étrangères                    | Indépendant                                         | 1er mars 2023                                       | En fonction                                         | Christodoulídis                                     |                                                     |